# Земляк, Василий Сидорович
Василий Сидорович Земля́к (настоящие имя и фамилия — Вацлав Вацек; укр. Василь Сидорович Земляк; 23 апреля 1923, с. Конюшевка — 17 июля 1977, Киев) — украинский советский писатель, редактор, киносценарист.

## Биография
Родился 23 апреля 1923 года в селе Конюшевка (ныне Винницкий район, Винницкая область, Украина) в крестьянской семье. По отцовской линии род его происходит из Чехии, откуда в 1874 году на Украину переселился прадед будущего писателя. Окончил с отличием чешскую семилетнюю школу. Ещё в школе написал свои первые стихи, пьесы и рассказы. Окончив среднюю школу, поступил в Харьковское авиационное училище. Но война прервала учёбу: восемнадцатилетний юноша попал на фронт.
Участник Великой Отечественной войны. Оказался в партизанском отряде, воевал командиром партизанского взвода, а со временем конного отряда имени А. В. Суворова.
После войны в 1949—1953 годах учился на заочном отделении Житомирского сельскохозяйственного института, работал в газете, на киностудии имени А. П. Довженко. В 1963—1966 годах — главный редактор Киевской киностудии. В 1964—1969 годах — руководитель её сценарной мастерской. Сотрудничал с журналом «Новини кіноекрану».
Умер 17 июля 1977 года. Похоронен в Киеве на Байковом кладбище.

## Творчество
Печататься начал с 1945 года. Основная тема произведений Василя Земляка — нелёгкая судьба земледельца, проблемы восстановления от послевоенной разрухи советского села, утверждение любви к родной земле, Советской Родине, недавнее военное прошлое, партизанская борьба с немецкими оккупантами.

## Избранная библиография
Василь Земляк — автор рассказов, повестей и романов. Имя писателя привлекло внимание общественности после появления в печати двух его повестей — «Родная сторона» (1956) и «Каменный брод» (1957), которые он посвятил теме украинского послевоенного села.
- «Гневный Стратион» (1960),
- «Підполковник Шиманський» (1966),
- роман-дилогия «Лебедина зграя» (1971) и «Зелені млини» (1976),
- трагедия «Президент» (1974—1976),
- «Тихоня» и др.

## Киносценарии
- «Люди моей долины» (1960, в соавт.)
- «Новели Красного дому» (1963)
- «Дочь Стратиона» (1964, в соавт.)
- «На Киевском направлении» (1967, соавтор и режиссёр В. Т. Денисенко)
- «Совесть» (1968, соавтор и режиссёр В. Т. Денисенко)
- «Тяжёлый колос» (1969, в соавт.)
- «Дерзость» (1971)
- «Вавилон XX» (1980, соавтор и режиссёр И. В. Миколайчук)
- киносценарии «Олесь Чоботар», «Останній патрон»

Кроме того, писал новеллы и поэзию, выступал как публицист и литературный критик.
Основные произведения В. 3емляка переведены на многие языки народов СССР, а также английский, болгарский, польский, чешский, немецкий, румынский, венгерский языки.

## Награды
- орден «Знак Почёта» (24.11.1960)
- Государственная премия УССР имени Т. Г. Шевченко (1978 — посмертно) — за романы «Лебединая стая» и «Зелёные Мельницы»

## Память
- В Киеве на доме, где работал писатель установлена мемориальная доска.
- На могиле В. Земляка на Байковом кладбище установлен бюст.